# Barrskogslavfly
Barrskogslavfly (Victrix umovii) är en fjärilsart som först beskrevs av Eduard Friedrich Eversmann 1846.  Barrskogslavfly ingår i släktet Victrix, och familjen nattflyn. Enligt den finländska rödlistan är arten otillräckligt studerad i Finland. Enligt den svenska rödlistan är arten akut hotad i Sverige. Arten förekommer i Svealand och Nedre Norrland. Artens livsmiljö är naturmoskogar.

## Bildgalleri

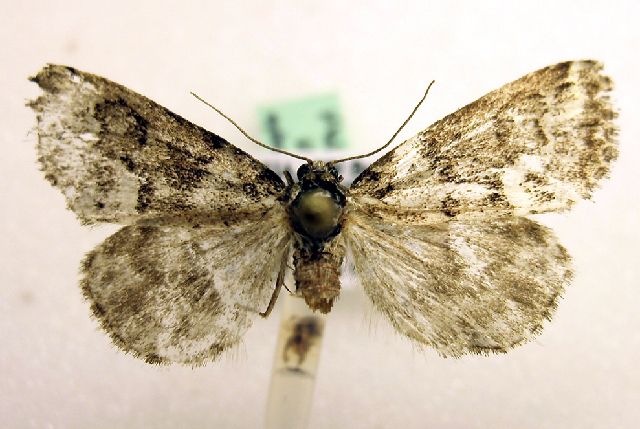